# Давыдово (Камешковский район)
Давы́дово — село в Камешковском районе Владимирской области России, входит в состав Второвского сельского поселения.

## География
Село расположено в 20 км на восток от Владимира и в 31 км на юго-запад от Камешково.

## История
До революции село являлось центром Давыдовской волости Владимирского уезда. В 1859 году в селе числилось 40 дворов, в 1905 году — 46 дворов.
В селе сохранился дом, где жил Александр Порфирьевич Бородин — композитор и учёный-химик, профессор Медико-хирургической академии, общественный деятель, один из членов кружка композиторов «Могучая кучка». А. П. Бородин проводил свои летние отпуска во Владимирском крае в 1877, 1878 и 1879. В Давыдове все располагало Бородина к творческой работе. Он был восхищён природой здешних мест. В окрестных деревнях и сёлах записывал народные песни. А. П. Бородин писал в Давыдове оперу «Князь Игорь». Во Владимире и Боголюбове знакомился с памятниками архитектуры XII века, которые являлись современниками «Слова о полку Игореве». Сохранилось много черновых набросков к опере «Князь Игорь», которые композитор сделал в Давыдове.

## Население
| 1859 | 1905 | 1926 | 2002 | 2010 | 2021 |
| ---- | ---- | ---- | ---- | ---- | ---- |
| 217  | ↗240 | ↗307 | ↘112 | ↘86  | ↗137 |

## Достопримечательности
В селе находится народный дом-музей композитора А. П. Бородина; памятник архитектуры — Преображенская церковь (1841).
Действует библиотека. Там периодически проводятся памятные мероприятия, посвящённые писателю И. А. Удалову-Митину, похороненному в селе.